# Faulenfürst
Faulenfürst ist eine ehemals selbständige Gemeinde und seit 1971 ein Ortsteil der Gemeinde Schluchsee im Hochschwarzwald in Baden-Württemberg. Innerhalb von Schluchsee ist Faulenfürst ein Wohnbezirk im Sinne der baden-württembergischen Gemeindeordnung. Er besteht aus den Teilorten Faulenfürst und Seebrugg.

## Lage
Faulenfürst liegt östlich des Schluchsees. Der namensgebende Teilort befindet sich dabei auf einer Hochfläche nördlich und etwas abseits der von Seebrugg über Rothaus nach Bonndorf führenden Landesstraße 170. Er ist über Kreisstraßen mit seinen Nachbarorten verbunden. Das deutlich kleinere Seebrugg wiederum liegt an der Bundesstraße 500 direkt am östlichen Ende des Schluchsees, wenig nördlich der Schluchsee-Staumauer, die sich auf der Gemarkung Blasiwalds befindet. In Seebrugg befindet sich der gleichnamige Endbahnhof der Dreiseenbahn.

## Geschichte
Erstmals erwähnt wird das Gebiet im Zusammenhang mit Grenzangaben im Jahr 1076 in einer Schenkung an das Kloster St. Blasien. 1285 wurde der Ort Faulenfürst erstmals namentlich als Fulenvirst erwähnt. Der Name setzt sich mutmaßlich aus den Bestandteilen „ful“, mit der Bedeutung „faul, unfruchtbar, zerbröckelt“ und First mit der Bedeutung „Höhe, Gipfel“ zusammen. Er kann daher als „unfruchtbarer Gipfel“ gedeutet werden. Die Vogteirechte des zum Kloster St. Blasien gehörenden Faulenfürst lagen im Mittelalter in Händen verschiedener Grafenfamilien. Im Jahr 1612 kaufte St. Blasien zudem die Rechte der hohen Gerichtsbarkeit von Maximilian von Pappenheim, dem Landgrafen von Stühlingen und unterstellte Faulenfürst der Grafschaft Bonndorf. Faulenfürst unterstand infolgedessen im 19. Jahrhundert und bis 1924 dem Bezirksamt Bonndorf. Die Gemeinde kam dann zum Bezirksamt Neustadt sowie dessen Nachfolger dem Landkreis Hochschwarzwald. 1971 erfolgte die Eingemeindung nach Schluchsee. Seit 1973 gehört es als Teil Schluchsees zum Landkreis Breisgau-Hochschwarzwald.
Seebrugg wurde 1787 erstmals als zu Faulenfürst gehörender Weiler erwähnt.